# 久邇宮
久邇宮是日本明治時代伏見宮邦家親王的第4王子・朝彦親王創立的宮家，昭和22年（1947年）宮號廢止。
其中朝彦親王次子邦憲王賜立賀陽宮；四子守正王繼承祖父之弟守脩親王所創的梨本宮；八子鳩彥王賜立朝香宮；九子稔彥王賜立東久邇宮。
與明治天皇的皇女有兩段姻親關係，分別為鳩彥王與稔彥王，明治天皇之孫昭和天皇則迎娶2代當主邦彥王之女良子女王；昭和天皇之女成子又嫁予稔彥王之子盛厚王。

## 系譜
- 久邇宮朝彥親王（1代當主，舊名中川宮、賀陽宮）
  - 賀陽宮邦憲王（賀陽宮1代當主）
    - 賀陽宮恒憲王（賀陽宮2代當主，陸軍中將，1947年脫離皇籍）
    - 佐紀子女王——（夫）山階宮武彦王

  - 久邇宮邦彥王（2代當主，陸軍大將）
    - 久邇宮朝融王（3代當主，海軍中將，1947年脫離皇籍）——（妻）知子女王
      - 正子女王——（夫）梨本徳彦
      - 久邇宮邦昭王（4代當主，1947年脫離皇籍）

    - 久邇邦久（陸軍歩兵大尉，舊侯爵）
    - 香淳皇后——（夫）昭和天皇
    - 東伏見慈洽（舊伯爵）

  - 梨本宮守正王（梨本宮3代當主，元帥陸軍大將，1947年脫離皇籍）
  - 朝香宮鳩彥王（朝香宮當主，陸軍大將，1947年脫離皇籍）——（妻）允子内親王
  - 東久邇宮稔彥王（東久邇宮當主，陸軍大將、首相，1947年脫離皇籍）——（妻）聡子内親王
    - 盛厚王（陸軍少佐）——（妻）成子